# Plac Powstańców Śląskich w Katowicach

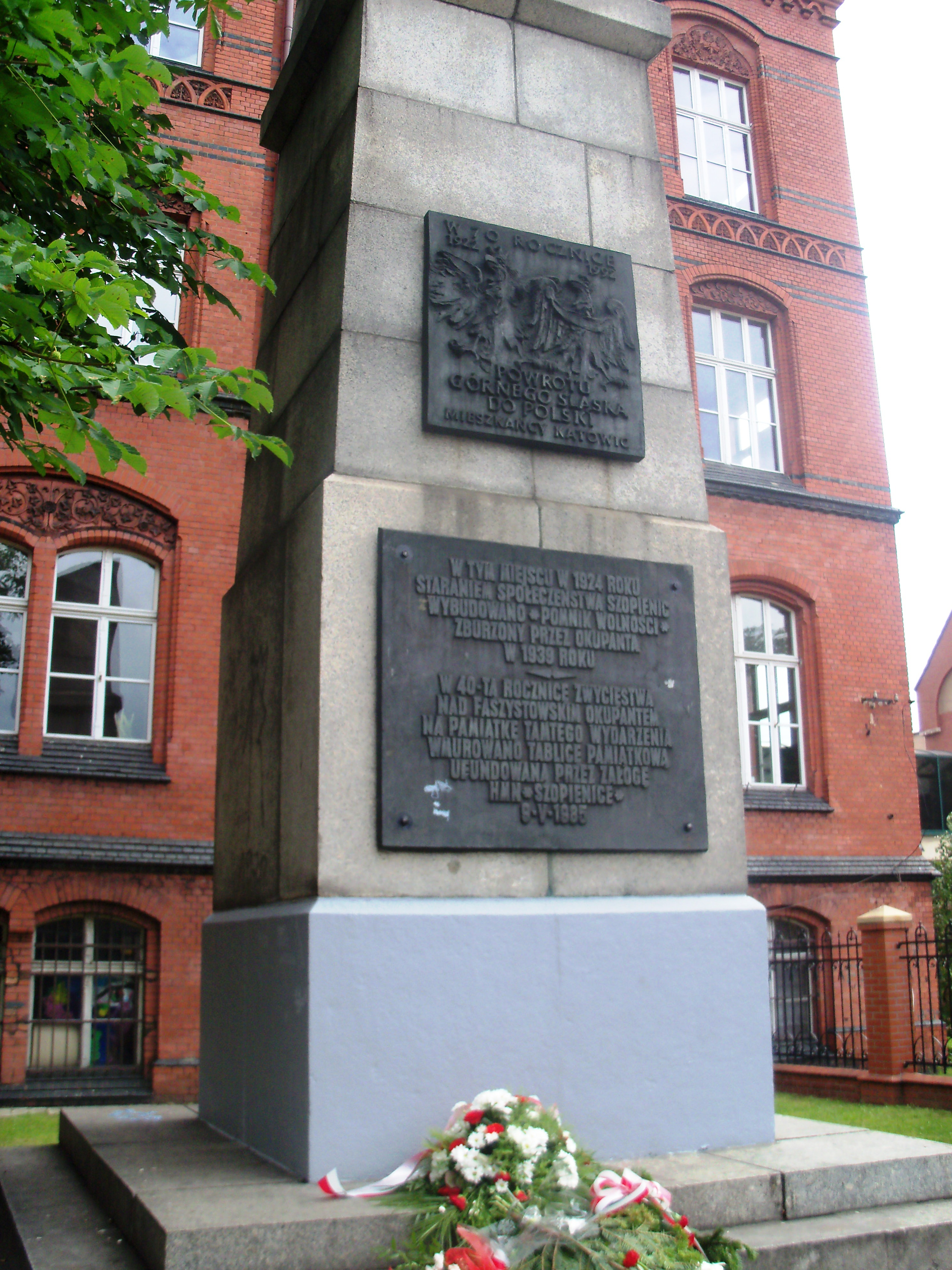
Pomnik Powstańca Śląskiego przy pl. Powstańców Śląskich

Plac Powstańców Śląskich w Katowicach – plac położony w katowickiej dzielnicy Szopienice-Burowiec, przy skrzyżowaniu ul. Obrońców Westerplatte, ul. ks. bpa Herberta Bednorza, ul. Lwowskiej i ul. Wiosny Ludów. Jest to centralny plac Szopienic.

## Charakterystyka
Przy pl. Powstańców Śląskich 3 znajduje się zabytkowy zespół kościelny, wpisany do rejestru zabytków 30 grudnia 1994 roku (nr rej.: A/1557/94), obejmujący:
- kościół parafialny pod wezwaniem świętej Jadwigi z lat 1885–1887, wzniesiony w stylu neogotyckim,
- kaplicę Ogrójca z 1903 roku, wzniesioną według projektu Ludwika Schneidera w stylu neogotyckim,
- grupę rzeźb Adoracja Krzyża i Pietà z przełomu XIX i XX wieku.

Granice ochrony obejmują cały zespół w ramach ogrodzenia. We wnętrzu kościoła św. Jadwigi znajdują się: tablica upamiętniająca księdza biskupa Herberta Bednorza oraz tablica upamiętniająca Józefę Kantor, nauczycielkę z Szopienic, harcmistrzynię, drużynową Konspiracyjnej Drużyny „Mury” w KL Ravensbrück w okresie II wojny światowej.
Przy pl. Powstańców znajdują się także inne historyczne obiekty:
- plebania kościoła św. Jadwigi (pl. Powstańców Śląskich 3), wybudowana w 1881 roku w stylu historyzmu;
- kamienica mieszkalna (pl. Powstańców Śląskich 6), wzniesiona na początku XX wieku w stylu historyzmu. Dawniej mieścił się tu sklep rzeźniczy, w drugiej dekadzie XXI wieku mieściła się już tu apteka. Zabytkowa ceramika udekorowana jest motywami kwiatowymi, zarówno realistycznych, jak i stylizowanych. W kamienicy mieściła się również piekarnia. Zdobiąca ją ceramika przedstawia wzory geometryczne oraz związane z piekarstwem – m.in. postać młodego piekarczyka z koszem wypieków oraz pojedyncze kompozycje ze wzorami wstęg, kłosów i wypieków (babki, precli, sękacza) wpisanym w wieniec laurowy. Podłogę wyłożono ośmiobocznymi płytkami barwy białej, w narożach czerwonej[7].

Na placu Powstańców Śląskich, obok gmachu VI Liceum Ogólnokształcącego im. Jana Długosza, znajduje się Pomnik Powstańca Śląskiego – obelisk z dwoma tablicami: tablicą upamiętniającą powrót Górnego Śląska do Polski oraz tablicą upamiętniającą miejsce, w którym stanął w 1924 Pomnik Wolności, zburzony przez hitlerowców w 1939 roku.
29 marca 2011 roku wydano decyzję o uwarunkowaniach środowiskowych dla przebudowy placu w rejonie skrzyżowania. Plac przebudowano do formy ronda w latach 2014–2015.